# Christian Ries
Christian Ries (* 20. Jänner 1972 in Eisenstadt) ist ein österreichischer Politiker der Freiheitlichen Partei Österreichs (FPÖ). Vom 20. Dezember 2017 bis zum 24. Mai 2019 war er Abgeordneter zum Nationalrat, vom 23. Oktober 2019 bis zum 23. Oktober 2024 war er erneut Abgeordneter.
Seit dem 6. Februar 2025 ist er Abgeordneter zum Burgenländischen Landtag.

## Leben

### Ausbildung und Beruf
Christian Ries besuchte nach der Volksschule in Rust und dem Realgymnasium in Eisenstadt 1986/87 die HTBLA Eisenstadt. Anschließend absolvierte er einer Lehre zum Lüftungsbauer und Spengler/Blechschlosser. Von 1991 bis 1993 machte er eine Ausbildung an der Polizeischule Wien. Seit 1991 ist er Kriminalbeamter bei der Landespolizeidirektion Burgenland. Als Kriminalbeamter war er unter anderem im Bereich der Prävention tätig, als stellvertretender Landesvorsitzender der Aktionsgemeinschaft Unabhängiger und Freiheitlicher (AUF) ist er Personalvertreter der Polizei Burgenland.

### Politik
In der Stadt Rust ist er seit 1997 Mitglied des Gemeinderates, wo er auch als FPÖ-Stadtparteiobmann fungiert. 2013 wurde er Landesparteisekretär der FPÖ Burgenland. Im Juli 2017 übernahm er von Petra Wagner interimistisch zusätzlich die Funktion des Landesgeschäftsführers. Im Burgenländischen Landtag fungierte er seit November 2017 außerdem interimistisch als Nachfolger von Stefanie Karlovits als FPÖ-Klubdirektor.
Bei der Nationalratswahl 2017 kandidierte er im Landeswahlkreis Burgenland hinter Norbert Hofer an zweiter Stelle. Am 20. Dezember 2017 wurde er als Abgeordneter zum österreichischen Nationalrat angelobt. Er folgte damit Norbert Hofer nach, der Infrastrukturminister in der Bundesregierung Kurz I wurde. In der XXVI. Gesetzgebungsperiode war er seit Februar 2018 Mitglied im Ausschuss für Konsumentenschutz, im Ausschuss für Menschenrechte, im Sportausschuss und im Volksanwaltschaftsausschuss, von April bis September 2018 war er Mitglied im BVT-Untersuchungsausschuss.
Im April 2018 folgte ihm Markus Wiesler als Landesgeschäftsführer der FPÖ-Burgenland nach. Mit 1. September 2018 folgte ihm Patrick Hamedl als FPÖ-Klubdirektor im Landtag nach.
Nach dem Rücktritt von Norbert Hofer als Infrastrukturminister im Zuge der Ibiza-Affäre nahm dieser sein Nationalratsmandat wieder an, Christian Ries schied aus dem Nationalrat aus. Bei der Nationalratswahl 2019 kandidierte Ries erneut hinter Norbert Hofer auf dem zweiten Listenplatz im Landeswahlkreis Burgenland und zog am 23. Oktober 2019 zu Beginn der 27. Gesetzgebungsperiode wieder als Abgeordneter in den Nationalrat ein. Im FPÖ-Parlamentsklub fungiert er in der 27. Gesetzgebungsperiode als Bereichssprecher für Petitionen und Bürgerinitiativen. Im Juni 2023 wurde Ries als Bezirksparteiobmann der FPÖ Eisenstadt-Umgebung bestätigt. Am Landesparteitag im September 2023 wurde er zu einem der Stellvertreter von Landesparteiobmann Alexander Petschnig gewählt. Für die Landtagswahl im Burgenland 2025 wurde er hinter Norbert Hofer, Johann Tschürtz und Markus Wiesler auf Platz vier der FPÖ-Landesliste gereiht.
Im FC Nationalrat, der Fußballmannschaft des österreichischen Parlaments, spielt er Fußball. Nach der Nationalratswahl 2024 schied er mit 23. Oktober 2024 aus dem Nationalrat aus. Nach der Landtagswahl 2025 wurde er in der konstituierenden Sitzung der XXIII. Gesetzgebungsperiode am 6. Februar 2025 als Abgeordneter zum Burgenländischen Landtag angelobt.